# Кэстль, Джон
Джон Кэстль (также известен как Ян (Яган, Иоганн) Кассель; Cassel Jean (Jan, Johann), Джон Касл) — художник XVIII века, автор исторического дневника с иллюстрациями, являющегося важным источником по истории и культуре казахов Младшего жуза первой половины XVIII века, а также ценного своими сведениями о работе Оренбургской экспедиции в России и Казахстане.

## Биография

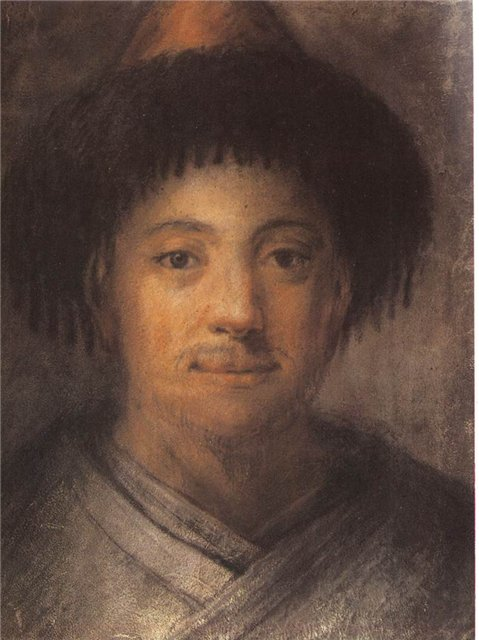
Башкир. Пастель Джона Кэстля. ГТГ.

Сведения о биографии Кэстля весьма скудны. Предположительно британо-прусского происхождения, уроженец Гамбурга.
В 1734 году заключил контракт о службе с Академией наук Российской империи. Работал рисовальщиком в составе Оренбургской экспедиции Ивана Кирилова. Также должен был обучать трёх русских учеников. В архивах Академии наук сохранился документ:

«В прошлом 734-м году июля 16-го принят в службу Ея Императорского величества в Оренбургскую экспедицию живописного художества мастер гамбургец Яган Кассель, по контракту, на три года, который обязался между прочими делами обучать малярному художеству трех человек. Чего ради и присланы ученики Михайла Некрасов, Алексей Малиновкин, Иван Шерешперов, но токмо де, за всегдашними походами, в упомянутом художестве совершенного обучения от него, Касселя, оные ученики не получили»
Ученики были приняты для обучения в Академию и поручены тамошним учителям: «в рисовании Вортману, в малевании — Гзелю». А Кэстль продолжил работу в экспедиции. Он присутствовал при закладке Оренбургской (Орской) крепости в 1735 году.

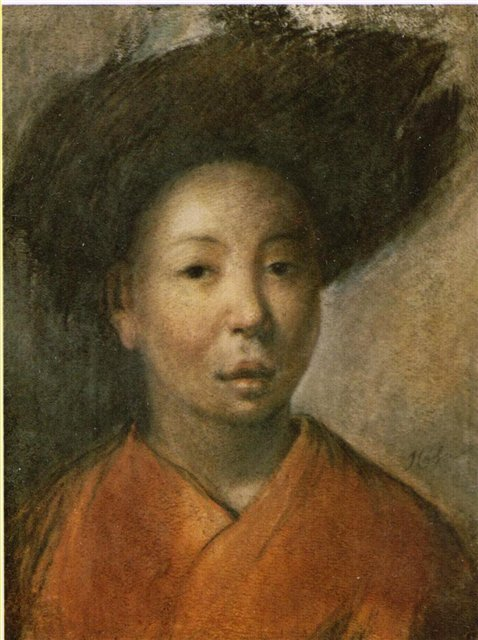
Молодой башкир. Пастель Джона Кэстля. Русский музей

Во время работы в экспедиции вёл дневник, который сопровождался 13 иллюстрациями, в том числе видом Орской крепости «о четырёх бастионах». Собрал коллекцию местных камней: агат, зелёная яшма, изумруд, колчедан и другие.
В 1736 году с двухнедельным визитом посетил Абулхайр-хана, вёл с ним переговоры от имени российского правительства. Это путешествие было совершено по практически неизведанной территории в ходе смуты, вызванной башкирским восстанием. В дальнейшем Иван Кириллов планировал отправить Кэстля в качестве русского посла в Индию, однако предложенное через Петра Рычкова жалование (800 рублей в год) того не устроило.
16 октября 1737 года по истечении срока контракта Кэстль был уволен, но новый глава экспедиции Василий Татищев заключил с Кэстлем новый контракт, по истечении которого 28 июня 1739 года тот вновь был уволен с почестями.
В 1743 году Кэстля упоминал Джон Кук, шотландский врач, сопровождавший британскую торговую делегацию, которая путешествовала по суше из России в Персию. Согласно описанию Кука, Кэстль в 1743 году отправился в Персию, ожидая какой-либо работы от капитана Джона Элтона, с кем художник познакомился в Оренбурге. Не получив должности, Кэстль обратился к шаху и обвинил Элтона в преступлениях, но тот смог убедить шаха в своей невиновности. Шах приказал казнить Кэстля, но Элтон вступился за него и посоветовал нанять его в качестве портретиста. Художник сильно затянул сроки работ и сделал их с рядом недостатков. От наказания его снова спасло вмешательство Элтона. Дальнейшая судьба Кэстля неизвестна.

## Дневник
Во время своей работы в экспедиции Джон Кэстль вёл дневник, в который записывал свои впечатления от мест, людей и обычаев, иногда сопровождая иллюстрациями. В дневнике присутствует обширная информация о политических взаимоотношениях между Российской империей и Младшим жузом, о географии и этнографии Казахстана, об сложностях отношений между русскими и иностранными членами экспедиции. В 1741 году Кэстль дополнил его различными материалами и передал русскому правительству, сопроводив письмом на имя императора:

данный дневник составлен с целью стать публичным свидетельством моей верности В. императ. велич. и государству, коим я себя с глубочайшей покорностью посвятил… В Дневнике речь идет о совершенно достоверных событиях, правдивость которых становится ещё более явной в сравнении с отчетом, находящимся в Оренбургской канцелярии. Я только сожалею, что к данному сочинению не могу присовокупить оригиналы рисунков и чертежей, изображающих восточные народы и другие достойные внимания вещи, которые я оставил в упомянутой Оренбургской канцелярии. Я прошу милостивого дозволения передать с глубочайшей покорностью не только копии этих рисунков, но и ещё пять оригинальных портретов, на которых я изобразил с большим сходством хана Абул Гейера, находящегося в Оренбурге сына хана — Ерали султана, знаменитого военачальника башкир — Алдара, дочь Алдара, а также татарского мурзу, который является переводчиком. Я хотел бы ещё добавить, что я, находясь у этих диких народов, намеревался сделать все возможное для блага Российской империи. Эти портреты я прошу милостиво принять от меня для развлечения и удивления: они ведь за неимением кистей написаны только пальцем и рукою— Джон Кэстль. Дневник путешествия в году 1736-м из Оренбурга к Абулхаиру, хану киргиз-кайсацкой орды: перевод с немецкого Вольфганга Штаркенберга. — Алматы: Жибек жолы, 1998. — С. 8—10. — 152 с.
После дворцового переворота 1741 года оригинал этого отчёта и одна его копия попали в Вольфенбюттель, где хранятся до сих пор: один из экземпляров — в государственном архиве Вольфенбюттеля, второй — в Библиотеке герцога Августа. Русский учёный Нил Попов в 1861 году писал, что два экземпляра дневника Кэстля хранятся в Москве в архиве МИД под названием «Jurnal der 1736 a. Orenburg nvch dem Abul-Gair-Chan der Kirgis-Kaijsacken Horda aus freyem Willen zu des Reiches, Besten höchst-nöthig unternommene Reisse, glüklich abgeleget durch Jogann Castle, Kunstmahler bey der Kayserl. Orenburgschen Expedition»
Впервые отчёт о путешествии был издан в Риге в 1784 году на немецком языке в сборнике материалов по истории России, но в дальнейшем на долгие годы остался без внимания.
В 1958 году советский историк Матвиевский обнаружил его и описал, кратко изложив содержание. С тех пор исторический, этнографический и географический документ привлёк внимание учёных. В 1996 году был опубликован казахский перевод дневника, в 1998 году — русский, в 2014 вышла книга на  английском, посвященная экспедиции Кэстля.

## Картины

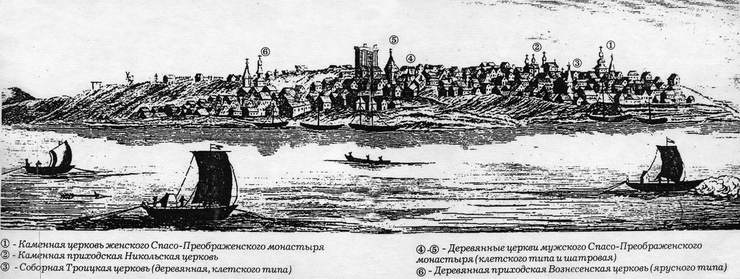
Самара

Оставил после себя зарисовки панорамы Уфы. Портреты башкир, выполненные Кэстлем в эскизной манере на пергаменте, натянутом на доску, хранятся в Третьяковской галерее и Русском музее.
Джон Кэстль стал первым художником-пастелистом в Башкирии. Также оставил первое достоверное изображение Самары. Также он стал одним из первых художников-графиков Казахстана. С его дневником были опубликованы его работы: «Портрет хана Абулхаира», «Аудиенция Кэстля у хана», «Приветствие казахов», «Перекочевка казахской семьи».
По мнению современных казахстанских историков, рисунки Джона Кэстля, именуемые в музеях «Башкир» и «Молодой башкир» на самом деле являются прижизненными портретами хана Младшего жуза Абулхаира и его сына Ералы.